# Oliver Storz
Oliver Storz (* 30. April 1929 in Mannheim; † 6. Juli 2011 in Egling, Ortsteil Deining, Bayern) war ein deutscher Drehbuchautor, Regisseur, Filmproduzent und Schriftsteller.

## Leben
Oliver Storz kam als Sohn des Schriftstellers und späteren baden-württembergischen Kultusministers Gerhard Storz zur Welt. Er wuchs in Schwäbisch Hall auf und wurde 1944 im Alter von 15 Jahren noch zum Volkssturm eingezogen. Er überstand den Zweiten Weltkrieg unversehrt, absolvierte 1949 das Abitur am Gymnasium bei St. Michael und nahm danach in Tübingen ein Studium in den Fächern Germanistik, Anglistik, Romanistik und Literatur auf, das er 1955 mit dem Staatsexamen abschloss. Zunächst blieb er jedoch als Studienassessor an der Universität. Zwischen 1957 und 1959 war Storz als Feuilletonredakteur und Theaterkritiker für die Stuttgarter Zeitung tätig. In dieser Zeit entstanden auch Arbeiten für den Hörfunk und verschiedene Zeitschriften. 1960 ging er wie manch anderes „Stuttgarter“ Talent mit Helmut Jedele nach München zur Bavaria Atelier GmbH. Dort war er bis 1974 Verlagsautor, Redakteur und Produzent, zeitweise auch Leiter der Dramaturgie. Für seine kritischen Fernsehspiele erhielt er zahlreiche Auszeichnungen. 1974 erhielt er an der Stuttgarter Hochschule für Musik und Darstellende Kunst eine Professur für die Fachrichtung „Theorie des Theaters“. Ab 1976 bis zu seinem Tod arbeitete Storz als freier Schriftsteller und Regisseur.
Dominik Graf schrieb das Vorwort zum 2012 erschienenem Romanfragment Als wir Gangster waren (aus dem Nachlass) und erstellte die Filmdokumentation Lawinen der Erinnerung.
Seine letzte Ruhestätte fand Oliver Storz am Friedhof in Deining in Oberbayern.
Sein schriftlicher Nachlass befindet sich im Archiv der Akademie der Künste in Berlin.

## Filmografie
- 1961: Jack Mortimer; Fernsehfilm (WDR), Drehbuch
- 1962: Der Schlaf der Gerechten; Fernsehfilm (WDR), Drehbuch
- 1962: Wallenstein; Fernsehfilm (SDR), Drehbuch
- 1963: Don Carlos; Fernsehfilm (BR), Drehbuch
- 1963: Ein Mann im schönsten Alter (Kinofilm), Drehbuch
- 1964: Der doppelte Nikolaus; Fernsehfilm (SDR), Drehbuch
- 1964: Lydia muss sterben; Fernsehfilm (SDR), Produktion
- 1965: Die Praktiker haben das Wort; Episode, Drehbuch
- 1966: Der Nachtkurier meldet; Fernsehfilm, Drehbuch
- 1966: Raumpatrouille – Die phantastischen Abenteuer des Raumschiffes Orion; Fernsehserie
- 1966: Der Fall Rouger; Fernsehfilm (SDR), Drehbuch
- 1966: Das ganz große Ding; Fernsehfilm (Bavaria Atelier), Drehbuch: Oliver Storz, Victor Canning
- 1966: Jeanne oder die Lerche; Fernsehfilm (WDR), Drehbuch: Jean Anouilh, Franz Geiger, Oliver Storz
- 1967: Der Trinker; Fernsehfilm (SDR), Drehbuch
- 1967: Le Monde parallèle; Fernsehserie, Drehbuch
- 1968: Prüfung eines Lehrers; Fernsehfilm (ZDF), Drehbuch
- 1968: Graf Yoster gibt sich die Ehre; Episode, Drehbuch
- 1970: Die Beichte; Fernsehfilm (ZDF), Drehbuch
- 1970: Wie eine Träne im Ozean; Fernsehfilm (WDR), Drehbuch
- 1972: Alexander Zwo; Fernsehserie (WDR), D/F/I/A, Drehbuch: Wilfried Schröder, Karl Heinz Willschrei, Oliver Storz
- 1974: Tatort: Der Mann aus Zimmer 22; Fernsehfilm (WDR), Drehbuch
- 1974: Lisa – Aus dem Leben einer Unentbehrlichen; Fernsehfilm (ZDF), Drehbuch
- 1975: Die Insel der Krebse; Fernsehfilm (ZDF), Drehbuch
- 1975: Niederlagen; TV-Reihe Rufzeichen (ZDF), Drehbuch
- 1975: Die Verschwörung des Fiesco zu Genua; Fernsehfilm (ZDF), Drehbuch
- 1977: Der Tod des Camilo Torres, oder: Die Wirklichkeit hält viel aus; Fernsehfilm (Tellux-Film/ZDF), Drehbuch
- 1977: Der Alte: Die Dienstreise; Episode, Drehbuch
- 1977: Sachrang; Fernsehfilm (BR/NDR), Drehbuch
- 1978: Der Alte: Die Sträflingsfrau; Episode, Drehbuch
- 1978: Der Alte: Erkältung im Sommer; Episode, Drehbuch
- 1979: Die Magermilchbande; Serie (BR), Drehbuch
- 1979: Das tausendunderste Jahr; Fernsehfilm (ZDF), Drehbuch
- 1980: Musik auf dem Lande; Fernsehfilm (Monaco Film/ZDF), Drehbuch/Regie
- 1980: Sierra Madre; Fernsehfilm (ZDF), Drehbuch
- 1980: Der Alte: Der Irrtum; Episode, Drehbuch
- 1981: Die Hungerinsel; Fernsehfilm (ZDF/ORF), Drehbuch
- 1984: Angelo und Luzy; Fernsehserie, Drehbuch: Rainer Ecke, Wolfgang Glück, Harald Leipnitz, Oliver Storz
- 1984: Hildes Endspiel – Eine Vorstadtballade; Fernsehfilm (ZDF), Drehbuch
- 1984: Der Sheriff von Linsenbach; Fernsehfilm, Drehbuch
- 1984: Stadtbrand; Fernsehserie (ZDF), Drehbuch
- 1985: Die Mitläufer (Kinofilm), Drehbuch: Oliver Storz, Erwin Leiser
- 1985: Beinah Trinidad; Fernsehfilm (NDR), Drehbuch/Regie
- 1985: Der Stadtbrand; 3. Teil der Hessischen Trilogie (ZDF), Drehbuch
- 1986: Geschichten aus der Heimat – Gift, Schnaps und Meeresleuchten; Fernsehfilm (NDR), Drehbuch: Urs Eplinius, Oliver Storz
- 1986: Dekameron; Fernsehfilm, Drehbuch
- 1987: Flohr und die Traumfrau; Fernsehfilm (ZDF), Drehbuch
- 1988: Das Viereck; Fernsehfilm (NDR), Drehbuch/Regie
- 1988: Ein naheliegender Mord; Fernsehfilm (ZDF), Drehbuch/Regie
- 1991: Heldenfrühling; Fernsehfilm (ORF/ZDF/SRG), Drehbuch
- 1992: Der Unschuldsengel; Fernsehserie (BR), Drehbuch
- 1993: Christinas Seitensprung; Fernsehfilm (HR), Drehbuch/Regie
- 1993: Geschichten aus der Heimat – Blattschuss; Fernsehserie, Regie
- 1995: Drei Tage im April; Fernsehfilm (SDR/ARTE/ORF), Drehbuch/Regie
- 1998: Gegen Ende der Nacht; Fernsehfilm (SDR/ORF/DRS), Drehbuch/Regie
- 2001: Zart und schuldig; Fernsehfilm (NDR), Drehbuch
- 2003: Im Schatten der Macht; Fernsehserie (NDR/MDR/ARTE), Drehbuch/Regie
- 2003: Raumpatrouille Orion – Rücksturz ins Kino; Produktion
- 2006: Drei Schwestern made in Germany; Fernsehfilm
- 2009: Die Frau, die im Wald verschwand; Fernsehfilm

## Werke (Auswahl)
- Lokaltermin. Nymphenburger Verlagshandlung, München 1962.
- Nachbeben. Roman. Nymphenburger Verlagshandlung, München 1977, ISBN 3-485-00321-2.
- Ritas Sommer. Geschichten aus unserer Zeit. Hofmann und Campe, Hamburg 1984, ISBN 3-455-07492-8.
- Die Nebelkinder. Roman. Hofmann und Campe, Hamburg 1986, ISBN 3-455-07493-6.
- Die Freibadclique. Roman. SchirmerGraf, München 2008, ISBN 978-3-86555-057-6.
  - 2017 verfilmt Regie: Friedemann Fromm
- Als wir Gangster waren. Roman. Graf Verlag, München 2012, ISBN 978-3-86220-020-7.

## Auszeichnungen
- 1989: Bundesverdienstkreuz am Bande
- 1995: Bayerischer Fernsehpreis – Sonderpreis für Drei Tage im April
- 1995: Hans Bausch Mediapreis des SWR[4]
- 1999: Grimme-Preis für Gegen Ende der Nacht
- 2003: Bundesverdienstkreuz 1. Klasse